# Hel Braun

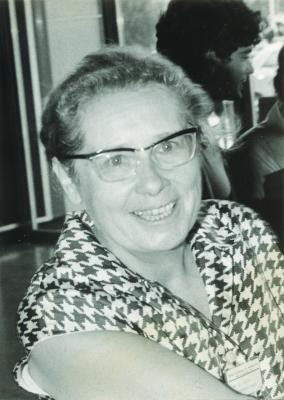
Hel Braun 1970

Helene „Hel“ Braun (* 3. Juni 1914 in Frankfurt am Main; † 15. Mai 1986 in Bovenden, Kreis Göttingen) war eine deutsche Mathematikerin mit dem Spezialgebiet Zahlentheorie und Modulformen.

## Wissenschaftliche Laufbahn
Braun studierte von 1933 bis 1937 Mathematik und Versicherungsmathematik an der Universität Marburg und promovierte 1937 bei Carl Ludwig Siegel in Frankfurt mit der Arbeit Über die Zerlegung quadratischer Formen in Quadrate. Anschließend war sie Wissenschaftliche Assistentin bei Siegel und wurde 1940 mit der Arbeit Zur Theorie hermitescher Formen habilitiert.
Braun erhielt 1941 eine Dozentur an der Universität Göttingen und wurde dort 1947 zur außerplanmäßigen Professorin ernannt. 1947/48 war sie am Institute for Advanced Study bei Siegel. Seit 1951, als Siegel nach Göttingen zurückkehrte, hielt Braun Gastvorlesungen an der Universität Hamburg, wo sie unter anderem mit Emil Artin zusammenarbeitete und 1952 zur außerplanmäßigen Professorin am Mathematischen Seminar der Universität Hamburg ernannt wurde. Seit 1964 war sie wissenschaftliche Rätin und Professorin und folgte 1968 Helmut Hasse auf dessen Lehrstuhl. Sie lebte nach ihrer Emeritierung 1981 in Hamburg und Göttingen. Zu ihren Schülern zählt Max Koecher, mit dem sie unter anderem über Jordan-Algebren publizierte.
In ihrer autobiographischen Schrift Der Beginn einer wissenschaftlichen Laufbahn (weiblich) beschreibt Hel Braun die besondere Situation von Frauen in einer von Männern dominierten Wissenschaft im sogenannten Dritten Reich.

## Veröffentlichungen
Eine Liste der Publikationen von Hel Braun wurde von Helmut Strade in den Mitteilungen der Mathematischen Gesellschaft in Hamburg, Band XI, Heft 4, 1987 veröffentlicht. 
- Hel Braun, Max Koecher: Jordan-Algebren. Springer, Berlin, Heidelberg 1966, ISBN 3-540-03522-2.
- Hel Braun: Eine Frau und die Mathematik 1933–1940. Der Beginn einer wissenschaftlichen Laufbahn. Hrsg. Max Koecher. Springer, Berlin, Heidelberg 1989, ISBN 3-540-52166-6.